# Klara Marie Faßbinder

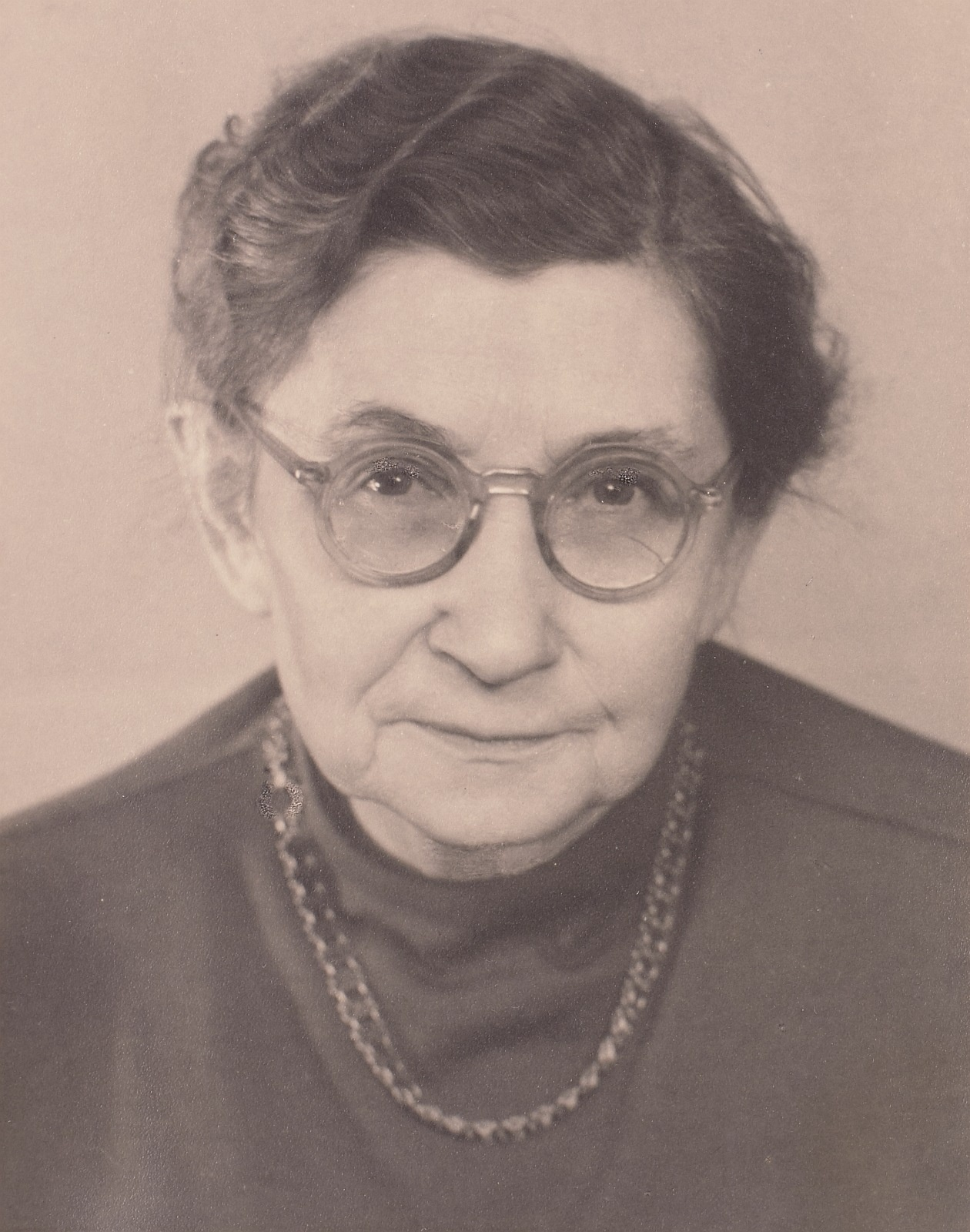
Klara Marie Faßbinder 1959

Klara Marie Faßbinder (* 15. Februar 1890 in Trier; † 3. Juni 1974 in Berkum bei Bonn) war eine bedeutende Aktivistin der deutschen Frauen- und Friedensbewegung.

## Familie Leben und Wirken
Sie wurde als Tochter des Volksschullehrers Peter Fassbinder und dessen Frau Anna Maria Schütz geboren. Ihr Bruder Franz Jakob Faßbinder war der Großvater des Filmemachers Rainer Werner Fassbinder. Sie war zunächst eine glühende Anhängerin der Monarchie, die das Frauenwahlrecht ablehnte und 1918 als Referentin im Offiziersrang an der Westfront Vaterländischen Unterricht erteilte. Beeinflusst durch die von der Novemberrevolution 1918 ausgehenden gesellschaftlichen Entwicklungsprozesse, begannen sich ihre politischen Auffassungen zu wandeln. Sie wurde vor allem zu einer Verfechterin der deutsch-französischen Verständigung für die sie schon in den zwanziger Jahren publizistisch eintrat. Gleichzeitig arbeitete sie in der und für die internationale Frauen- und Friedensbewegung. Ebenso engagierte sie sich in den damals aufkommenden Studentinnenverbindungen, sie wurde Mitglied in der Verbindung Hochwacht in Bonn sowie Altmitglied im Vorstand des Verbandes katholischer deutscher Studentinnenvereine.
Der Friedensbund Deutscher Katholiken wählte sie zur 2. Vorsitzenden (1932/33). Nach der Eingliederung des Saargebiets, wo sie als Lehrerin tätig war, in das nationalsozialistische Deutschland aus dem Schuldienst entlassen, erwarb sie sich als Übersetzerin von Paul Claudel Anerkennung. Sie veröffentlichte seit den zwanziger Jahren in der Zeitschrift Hochland. Von 1940 bis 1944 war sie in Horrem (Kerpen) die Leiterin einer privaten katholischen Mädchenschule.
Nach dem Ende der Nazidiktatur wurde sie als Professorin für Geschichtspädagogik an die Pädagogische Akademie Bonn berufen (zuständig für die Ausbildung von Grund- und Hauptschullehrern). Mit dem Beginn des Kalten Krieges trat sie für die Verständigung mit dem Osten ein, wovon auch ihre erste Reise in die Sowjetunion (1952) zeugte, über die sie begeistert sprach.
Sie gehörte zu den Mitbegründerinnen der Westdeutschen Frauenfriedensbewegung, wurde Mitglied im Internationalen Versöhnungsbund, lehnte die Wiederbewaffnung der Bundesrepublik Deutschland ab und sah in deren NATO-Mitgliedschaft einen Hemmschuh für die Wiedervereinigung beider deutscher Staaten. Sie beteiligte sich 1952 an der Gründung der christlich-pazifistisch orientierten Gesamtdeutschen Volkspartei von Gustav Heinemann und Helene Wessel, für die sie bei der Bundestagswahl 1953 erfolglos auf deren hessischer Landesliste kandidierte.
Das Engagement von Faßbinder in der Frauenfriedensbewegung führte 1953 zu ihrer Suspendierung von der PH Bonn. Ein gegen sie eingeleitetes Verfahren musste zwar unter dem Druck der Öffentlichkeit eingestellt werden, aber 1955 wurde sie in den vorzeitigen Ruhestand versetzt. Im Gegensatz zu Heinemann und Wessel ging sie nach dem Scheitern der GVP jedoch nicht in die SPD, sondern engagierte sich im Bund der Deutschen von Ex-Reichskanzler Joseph Wirth, aber auch die Kandidatur für den BdD bei der Bundestagswahl 1957 war nicht von Erfolg gekrönt. Das hielt sie nicht davon ab, 1960 die Deutsche Friedensunion (DFU) mit zu gründen, deren Präsidium sie bis zu ihrem Lebensende angehörte. 
Auf Bitten der Ehefrau des ehemaligen DDR-Außenministers Dertinger, Maria Dertinger, bemühte sich Klara Marie Faßbinder um dessen Freilassung Anfang der 1960er Jahre, indem sie sich vor allen an  den Vorsitzenden des Staatsrates Walter Ulbricht direkt wandte.
1966 verweigerte ihr der Bundespräsident Heinrich Lübke die Annahme des französischen Ordens Ordre des Palmes Académiques, den sie als Übersetzerin Claudels erhalten sollte. Dieser politische Skandal erregte weltweites Aufsehen. Erst unter Bundespräsident Gustav Heinemann wurde 1969 Faßbinder diese Auszeichnung verliehen.
Ihre weltweiten populären Friedensaktivitäten brachten ihr den Namen Friedensklärchen ein. Nach ihr wurde in den 1980er und 90er Jahren ein Monatsblatt der Bonner Bürgerbewegung und des späteren Friedensplenums, die Friedensklärchen-Nachrichten benannt.

## Werke
- Frauenleben durch die Jahrhunderte. Band 1. Von der germanischen Vorzeit bis zum Ende des 18. Jahrhunderts. Münster i. W. 1928, Aschendorffsche Verlh.[7]
- Die Frau im neuen russischen Roman, in: Die christliche Frau 27 (1929) 39-43.
- Russische Frauen vor der Revolution, in: Die christliche Frau 27 (1929) 333f.
- Frauenleben durch die Jahrhunderte. Band 2. Münster i. W. 1930, Aschendorffsche Verlh.[8]
- Die Stadt auf dem Berge. 52 Kapitel Kirchengeschichte. Waldsassen 1939, Angerer Verlag, 2. Aufl., 334 S.[9]
- Der heilige Spiegel. Müttergestalten durch die Jahrhunderte. Paderborn 1941, Bonifacius-Druckerei[10]
- Die selige Agnes von Prag. Eine königliche Klarissin. Leipzig 1960, St.-Benno-Verlag, 137 S.[11]
- Das werdende Zeitalter. Teil der Reihe Unbewältigte Vergangenheit / Nr. 2. Polen. Bericht über eine Reise, Notizen über ein Land. Mit einem Vorwort von Leo Weismantel. Jugenheim a.d. Bergstraße 1960, Weltkreis-Verlag[12]
- Begegnungen und Entscheidungen. Blätter aus einem Lebensbuch. Darmstadt 1961, Progress-Verlag, Fladung, 248 S.[13] Autobiographie der Autorin
- Wolga, Wolga. Erlebte Sowjetunion, Gundernhausen, Darmstadt 1976, Progress-Verlag, Fladung

### Romanistik und Übersetzungen
- Leben und Werk des Troubadours Raimbaut de Vaqueiras. Diss. phil. Universität Bonn 1920, im Druck: Raimbaut von Vaqueiras. Dichtung und Leben. Halle an der Saale 1929 (Nachdruck Genf 1977)
- Romain Rolland. Der Mann und sein Werk. Dortmund 1925, Wolfram-Verlag[14]
- Schrei aus der Tiefe. Eine Auswahl aus den frühen Dichtungen von Paul Claudel. Die Gedichte übertragen von Franz Fassbinder, die Prosastücke von Klara Fassbinder. Textzeichnung von Kurt Pohle. Paderborn 1948, Schöningh-Verlag[15]
- Die Messe von Paul Claudel. Übertragen und eingeleitet von Klara Maria Faßbinder. Leipzig 1956, St.-Benno-Verlag[16]
- Die sieben Busspsalmen mit einer Gewissenserforschung. Frei übertragen von Paul Claudel. Ins Deutsche übertragen von Klara Marie Fassbinder und Robert Kohlstadt. Paderborn 1956, Schöningh-Verlag[17]
- Der Kreuzweg, von Paul Claudel. Übers. und Anmerkungen K. M. Faßbinder. Thomas-Verlag, Zürich und Schöningh, Paderborn, 14. Aufl. 1960 (Imprimatur 1938)[18]
- Paul Claudel. Leben und Werk, von Louis Chaigne. Aus dem Französischen ins Deutsche übertragen von Klara Marie Fassbinder. Vorwort von Robert Grosche. Heidelberg 1963, Kerle-Verlag, 299 S.[19]
- Der versunkene Garten. Begegnungen mit dem geistigen Frankreich des Entre-deux-guerres 1919 – 1939. Wiederbegegnungen nach dem 2. Weltkrieg. Heidelberg 1968

### Alternative Namen und Schreibungen in Veröffentlichungen und Katalogen
Die Deutsche Nationalbibliothek verzeichnet noch folgende Namensvarianten und Kurzschreibungen für Klara Marie Faßbinder: 	Fassbinder, Klara Maria; Faßbinder, Klara-Maria; Faßbinder, Klara-Marie; Faßbinder, Klara M.; Faßbinder, Klara; Friedensklärchen (Spitzname); Donna Clara (Spitzname); Fassbinder, Klara Marie; Fassbinder, Klara-Marie; Fassbinder, Klara M., Fassbinder, Klara; Fassbinder, K. M.

## Ehrungen
In Saarbrücken wurde eine Straße nach Klara Marie Faßbinder benannt.
In Bonn wurde eine Straße nach Klara M. Fassbinder benannt.
Ehrung durch die Klara Marie Faßbinder-Professur
Das Land Rheinland-Pfalz ehrte und ehrt Klara Marie Faßbinder, indem es eine internationale, interdisziplinäre Gastprofessur für Frauen- und Geschlechterforschung, die es seit 2001 an den Landesuniversitäten eingerichtet hat, nach ihr benannt hat. Mit dieser rotierenden Gastprofessur soll das Angebot in der feministischen Wissenschaft forciert sowie die Internationalisierung des Lehrangebots und die interdisziplinäre Zusammenarbeit verbessert werden.